# Aquaporina
Aquaporinas são uma classe proteínas integrais de membrana que estão presentes na membrana celular e organelas membranosas das células biológicas.
Defeitos genéticos envolvendo aftas que codificam as aquaporinas têm sido associados a várias doenças humanas. O Prémio Nobel da Química do ano de 2003, foi atribuído a Peter Agre pela descoberta das aquaporinas e a Roderick MacKinnon pelo seu trabalho sobre a estrutura e funcionamento de canais iônicos.

## Função
As aquaporinas conduzem seletivamente as moléculas de água, para dentro e fora da célula, ao mesmo tempo prevenindo a passagem de íons e outros solutos. As aquaporinas também são denominadas canais de água. São normalmente compostas, em mamíferos, por quatro subunidades proteicas, cada uma funcionando com um canal.
As moléculas de água atravessam os canais em fila . A presença destes canais aumenta a permeabilidade das membranas à água.
Muitos tipos celulares humanos expressam estas proteínas, assim como certas bactérias e também nas plantas onde assumem um papel regulador no sistema de transporte de água.

## Aquaporinas em mamíferos
Existem 13 tipos conhecidos de aquaporinas em mamíferos, sendo que seis deles podem ser encontrados nos rins. Suspeita-se, no entanto, que existam muitos outros tipos de aquaporinas.
As aquaporinas mais estudadas são:
- Aquaporina 1
- Aquaporina 2
- Aquaporina 3
- Aquaporina 4

A água atravessa a membrana celular, quer por osmose através da bicamada fosfolipídica, quer através de canais de água especializados. A maioria das aquaporinas parecem desempenhar somente o papel de transportar água, impedindo a passagem de ions e de outras pequenas moléculas. Algumas aquaporinas, conhecidas como aquagliceroporinas, transportam água e glicerol, juntamente com outras pequenas moléculas.